# Peter Menne (Illustrator)

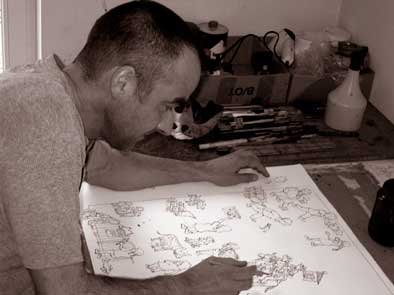
Peter Menne

Peter Menne (* 22. Juni 1962 in Delbrück) ist ein deutscher Illustrator und Karikaturist.

## Leben
Peter Menne wuchs in Delbrück auf und absolvierte 1982 ein Schriftsetzer-Praktikum in Paderborn. Anschließend studierte er von 1983 bis 1991 Grafik-Design mit den Schwerpunkten Illustration und Freies Zeichnen bei Karl-Heinz Meyer an der Fachhochschule Bielefeld. Es folgte 1991 bis 1993 ein Studium der Freien Malerei an der Kunsthochschule Berlin-Weißensee. 1993 erhielt er ein Stipendium des Landesverbandes Lippe und der Stadt Schieder-Schwalenberg.
Menne war von 1994 bis 2000 Dozent an der Sommerakademie Schwalenberg und lehrte dort Aktzeichnen und Illustration. Auch bei seiner Dozententätigkeit an der BEST-Sabel-Hochschule Berlin für Design in den Jahren 2003 bis 2008 unterrichtete er Illustration und Freies Zeichnen.
Seit 1995 ist Menne als Karikaturist und Illustrator tätig. Er wohnt seit 1995 mit seiner Familie in Potsdam.

## Werk
Mennes Zeichnungen beinhalten Satire und Milieubeschreibungen. In seinen Werken (Publikationen und Ausstellungen) thematisiert er die Mentalität des  Kleinbürgers. Zu seinen Auftragsgebieten zählen Zeitschriften- und Buchillustration, Plakate, Cartoons, Werbung und Wimmelbilder. Er ist für verschiedene deutschen Magazine, Tageszeitungen, Fachblätter und Verlage tätig.

## Auszeichnungen
- 2011: Botschafter Delbrücks[2]

## Publikationen (Auswahl)
- Kurgasttypen. Eigenverlag, 1993
- Zeichnungen. Eigenverlag, 1993
- DIN A5 – Arbeitsproben. Eigenverlag, 1995
- Von Tütensuppen und Leckermäulchen. Eigenverlag, 1996
- Sportskanonen und Spielernaturen. Eigenverlag, 1997
- Kontaktanzeigen. Kerber, Bielefeld 1999, ISBN 978-3-933040-18-3
- Amor im Liebestöter. Eigenverlag 2001
- Rusche, der Rebell. Kerber, Bielefeld 2001
- mit Michael Klaus: Heimatkunde. Rehling, Rietberg 2002, ISBN 978-3-924088-05-7
- Westfalen – Jahreskalender, Rehling, Rietberg, 2003–2010
- Westfalenlob. tpk-Verlag, Bielefeld 2011, ISBN 978-3-936359-45-9
- Die Parade der Tiere. Beltz & Gelberg, Weinheim 2012, ISBN 978-3-407-79470-3
- Das Hauptstadt Wimmelbuch. Hrsg.: Markus C. Hurek, Braus, Berlin 2013, ISBN 978-3862280858
- Wie Papa ein Kaninchen wurde. Atlantisverlag, Zürich 2014, ISBN 978-3-7152-0689-9
- Schlafstörungen. tpk-Verlag, Bielefeld 2016, ISBN 978-3-936359-66-4
- mit Andreas Scheffler: Lippisches Panoptikum. tpk-Verlag, Bielefeld 2018, ISBN 978-3-936359-75-6
- mit Melena Müller: UniGewimmel – 50 Jahre Universität Bielefeld. tpk-Verlag, Bielefeld 2019, ISBN 978-3-936359-78-7

## Ausstellungen (Auswahl)
- 1990: Galerie Lorenz & Lorenz, Delbrück
- 1991: Altes Amtsgericht, Petershagen
- 1992: Städtische Galerie Paderborn/Schloß Neuhaus
- 1994: Haus des Gastes, Bad Driburg;  Rathausgalerie Barntrup
- 1994: Galerie im Kreishaus, Detmold
- 1996: Gruner + Jahr, Hamburg
- 1997: Stadt- und Landesbibliothek Potsdam
- 1999: Ministerium für Wissenschaft, Forschung und Kultur Brandenburg, Potsdam
- 1999: Galerie im Alten Rathaus, Rietberg –  Städtische Galerie Schwalenberg
- 1999: Bibliothek Galway (Irland)
- 2000: Mediathek Lorient (Frankreich)
- 2003: Kulturgut Haus Nottbeck, Oede – Kornbrennereimuseum Telgte
- 2005: Museum für Stadtgeschichte Paderborn
- 2006: Rathaus, Büren
- 2008: WDR-Studio Bielefeld
- 2009: Korbmachermuseum Dalhausen
- 2011: Rathausgalerie Warendorf
- 2012: Deutsches Käsemuseum, Nieheim
- 2015: Alte Abtei, Lemgo
- 2016: Museumshaus „Im Güldenen Arm“, Potsdam[3]
- 2017: Stadtgalerie Kunst-Geschoss, Werder (Havel)[4]
- 2018: Landesbibliothek Detmold[5]
- 2019: Künstlerhaus „Das Fachwerk“ Bad Salzuflen[6]
- 2019: Universität Bielefeld[7]